# Културолошка награда „Тезука Осаму”
Културолошка награда „Тезука Осаму” (手塚治虫文化賞, Tezuka Osamu Bunkashō) је годишња награда јапанског дневног листа Асахи Шимбун, која се од 1997. додељује мангакама или њиховим делима које садрже карактеристике стваралаштва Осамуа Тезуке, по коме је ова награда добила име.

## Категорије
- Главна награда – за успех у току дате године
- Награда за одличан рад (додељивана до 2003)
- Награда за креативност
- Награда за кратку причу
- Награда за новог уметника/креатора
- Специјална награда – додељује се особама или организацијама које су допринеле култури јапанског стрипа

## Добитници

### 1997
- Главна награда: Фуџико Фуџио за Doraemon[1]
- Награда за одличан рад: Мото Хагио за Zankokuna Kami ga Shihai Suru[2]
- Специјална награда: Тошио Наики за оснивање и управљање Модерне манга библиотеке[3]

### 1998
- Главна награда: Џиро Танигучи и Нацуо Секикава за Bocchan No Jidai триологију[4]
- Награда за одличан рад: Јуџи Аоки за Naniwa Kin'yūdō[5]
- Специјална награда: Шотаро Ишиномори за целокупни опус и допринос[6]

### 1999
- Главна награда: Наоки Урасава за Monster[7]
- Награда за одличан рад: Акира Сасо за Shindō[8]
- Специјална награда: Фусаносуке Нацуме за одличне критике и рецензије манги[9]

### 2000
- Главна награда: Даиџиро Морохоши за Saiyū Yōenden[10]
- Награда за одличан рад: Минетаро Мочизуки за [11]
- Специјална награда: Фредерик Л. Шот за увођење манги у западњачки свет[12]

### 2001
- Главна награда: Реико Окано и Баку Јумемакура за Onmyōji[13]
- Награда за одличан рад: Котобуки Ширигари за Yajikita in Deep[14]
- Специјална награда: Акира Марујума за подршку манга уметника у кући „Токива”[15]

### 2002
- Главна награда: Такехико Иноуе за Vagabond[16]
- Награда за одличан рад: Кентаро Мијура за Берсерк[17]

### 2003
- Главна награда: Фумико Такано за Kiiroi Hon: Jacques Thibault to Iu Na no Yuujin[18]
- Награда за креативност: Јуми Хота и Такеши Обата за Hikaru no Go[19]
- Награда за кратку причу: Хисаичи Иши за Gendai Shisō no Sōnanshātachi[20]
- Специјална награда: Шигеру Мизуки за креативне цртеже и дугогодишњи допринос[21]

### 2004
- Главна награда: Кјоко Оказаки за Helter Skelter[22]
- Награда за креативност: Такаши Моримото за [23]
- Награда за кратку причу: Рису Акизуки за OL Shinkaron и друге радове[24]
- Специјална награда: Таро Минамото за историјски допринос мангама и манга култури[25]

### 2005
- Главна награда: Наоки Урасава, Осаму Тезука и Такаши Нагасаки за Плуто[26]
- Награда за креативност: Фумијо Коно за Yūnagi no Machi, Sakura no Kuni[27]
- Награда за кратку причу: Реико Саибара за Jōkyō Monogatari и Mainichi Kaasan[28]
- Специјална награда: Музеј града Кавасаки за колекцију и изложбу манги из Едо, па све до данашњег периода[29]

### 2006
- Главна награда: Хидео Азума за Shissō Nikki[30]
- Награда за креативност: Аса Хигучи за Ōkiku Furikabutte![31]
- Награда за кратку причу: Риса Ито за One Woman, Two Cats, Oi Piitan!!, Onna no mado и друге радове[32]
- Специјална награда: Косеј Оно за приближавање страних стрипова јапанском народу[33]

### 2007
- Главна награда: Рјоко Јамагиши за Maihime Terepushikōra[34]
- Награда за креативност: Нобухиса Нозое, Казухиса Ивата и Кјоџин Ониши за Shinsei Kigeki (Божанствена комедија)[35]
- Награда за кратку причу: Хироми Моишита за [36]

### 2008
- Главна награда: Масајуки Ишикава за
- Награда за креативност: Тораносуке Шимада за
- Награда за кратку причу: Јумико Ошима за
- Специјална награда: Интернационални институт за дечју књижевност у Осаки[37]

### 2009
- Главна награда: Фуми Јошинага за
- Главна награда: Јошихиро Тацуми за
- Награда за кратку причу: Хикару Накамура за
- Награда за новог уметника: Суехиро Маруо за Panorama-tō Kitan[38]

### 2010
- Главна награда: Јошихиро Јамада за
- Награда за кратку причу: Мари Јамазаки за
- Награда за новог уметника: Харуко Ичикава за Mushi to Uta
- Специјална награда: Јошихиро Јонезава[39]

### 2011
- Главна награда: Мотока Мураками за
- Главна награда: Исеј Еифуку и Таијо Мацумотo за
- Награда за новог уметника: Хирому Аракава за Челични алхемичар
- Награда за кратку причу: Кеисуке Јамашина за C-kyū Salaryman Kōza, Papa wa Nanda ka Wakaranai, и друге радове[40]

### 2012
- Главна награда: Хитоши Иваки за
- Награда за новог уметника: Ју Ито за
- Награда за кратку причу: Розвел Хосоки за Sake no Hosomichi и друге радове
- Специјална награда: додељено је 16. издању манга ревије Weekly Shōnen Jump које је подељено деци након земљотреса и цунамијуа у Тохоку[41]

### 2013
- Главна награда: Јасухиса Хара за
- Награда за новог уметника: Мики Јамамото за
- Награда за кратку причу: Јошије Года за

### 2014
- Главна награда: Чика Умино за
- Награда за новог уметника: Мачико Кјо за
- Награда за кратку причу: Јуки Шикава за
- Специјална награда: Фуџико Фуџио (А) за  и
- Награда публике: Чуја Којама за Space Brothers[42]

### 2015
- Главна награда: Јоико Хоши за
- Награда за новог креатора: Јошитоки Оима за Облик гласа
- Награда за кратку причу: Сенша Јошида за целокупни опус
- Специјална награда: Чикако Мицухаши за Chiisana Koi no Monogatari[43]

### 2016
- Главна награда: Кеј Ичиносеки за Hanagami Sharaku и Кијохико Азума за
- Награда за новог креатора: Јуки Андо за
- Награда за кратку причу: Тацуја Наказаки за
- Специјална награда: додељена Интернационалном манга музеју у Кјоту у част његове 10-годишњице

### 2017
- Главна награда: Фусако Курамочи за
- Награда за новог креатора: Харуко Кумота за
- Награда за кратку причу: Кахору Фукаја за
- Специјална награда: Осаму Акимото за

### 2018
- Главна награда: Сатору Нода за
- Награда за новог креатора: Пару Итагаки за
- Награда за кратку причу: Таро Јабе за
- Специјална награда: Тецуја Чиба за

### 2019
- Главна награда: Шинобу Арима за
- Награда за новог креатора: Сансуке Јамада за
- Награда за кратку причу: Кен Којама за
- Специјална награда: Такао Саито за 50-годишњицу манге

### 2020
- Главна награда: Кан Такахама за Nyx no Lantern[44]
- Награда за новог креатора: Рето Таџима за
- Награда за кратку причу: Јама Вајама за
- Специјална награда: Мачико Хасегава на 100-годишњицу њеног рођења

### 2021
- Главна награда: Казуми Јамашита за Ланд[45]
- Награда за новог креатора: Канехито Јамада и Цукаса Абе за
- Награда за кратку причу: Хироко Нобара за  и
- Специјална награда: Којохару Готоге за Убица демона и друштвени феномен који је настао због њега

### 2022
- Главна награда: Уото за Chi: Chikyū no Undō ni Tsuite[46]
- Награда за новог креатора: Нацуко Танигучи за  и
- Награда за кратку причу: Изуми Окаја за  и

### 2023
- Главна награда: Кива Ирие за Yuria-sensei no Akai Ito[47]
- Награда за новог креатора: Гамп за
- Награда за кратку причу: Ебине Јамаџи за
- Специјална награда: Казуо Умезу за Zoku Shingo: Chiisana Robot Shingo Bijutsukan

### 2024
- Главна награда: Мари Јамазаки и Мики Тори за PLINIVS[48]
- Награда за новог креатора: Акихито Сакауе за
- Награда за кратку причу: Мири Масуда за
- Специјална награда: додељена манифестацији COMITIA за допринос у популаризацији манги

## Спољашњи извори
- Званични вебсајт на страници Асахи Шимбуна (језик: јапански)